# Prelog
Prelog (ungerska: Perlak) är en stad och kommun i Kroatien. Kommunen Prelog har 7 871 invånare och staden 4 288 invånare (2001). Prelog ligger i Međimurjes län, i den historiska regionen Međimurje i centrala Kroatien, 15 km från staden Čakovec.

## Orter i kommunen
Prelogs kommun omfattar åtta orter: Cirkovljan, Čehovec, Čukovec, Draškovec, Hemuševec, Oporovec, Otok och Prelog.

## Historia
Arkeologiska utgrävningar visar att människor bebodde området redan under äldre stenåldern, 5 000 år innan Kristi födelse. Under det första århundradet intogs området av romarna. Olika folkgrupper, däribland visigoter, hunner och ostrogoter passerade området under folkvandringstiden innan slaverna (dagens kroater) på 500 och 600-talet slog sig ner permanent i området.
Den 6 december 1264 nämns staden Prelog för första gången i ett skrivet dokument utfärdat av den kroatiske banen Roland od Ratolda (Roland av Ratold). Detta datum firas än idag som stadens dag. Under 1200-talet bosatte sig tyska köpmän i Međimurje. Deras uppgift var att stävja och utveckla handeln i området och på inrådan av greve Lankret bosatte de sig även i staden Prelog. I september 1480 besöktes Prelog av den kroatisk-ungerske kungen Mattias I Corvinus och hans här. Under 1500- och 1600-talet, då området administrerades av den kroatiska adelsfamiljen Zrinski, hade staden utvecklats till en välorganiserad köpstad.
1860 stagnerade stadens utveckling sedan den nya järnvägen mellan Rijeka och Budapest förbigick staden. Under andra världskriget ockuperades staden tillfälligt av ungerska styrkor vilket lämnade djupa spår i stadens fortsatta utveckling. Först efter Kroatiens självsändighet och Prelogs stadsstatus som tilldelades staden 1997 har staden åter börjat utvecklas ekonomiskt.